# ビストル
ビストル(Bistre)は、①（右に示すように）灰色がかった非常に暗い色合いの茶色、②煤から作った茶色の色合いまたは茶色顔料に似せた色の名前、の2つの意味を持つ。一般的に、暗い灰色がかった茶色で、若干の黄色みを持つ。
ブナを燃やして煤を作り、これを沸騰させて、水で希釈する。多くのオールド・マスターは、絵を描くときにインクとしてビストルを用いた[1]。
英語の色の名前としてビストルという言葉が最初に記録されたのは1727年であり、別名をスートブラウン（煤茶色）と言う。

## ビストルのバージョン

### ビストルブラウン
右に示すように、ビストルブラウンは茶色みが中程度であり、スートブラウン（煤茶色）としても知られる。
これは、Maerz and Paulによる1930年の本A Dictionary of Colorにある色サンプルに最も近いビストルの色合いである。
この色合いは、オールド・マスターが絵を描くのに用いたインクの色でもある。

### フレンチビストル
右に示すフレンチビストルは、フランスで広く用いられている色リストであるPourpre.com色リストの中でビストルと呼ばれる色合いである。
フランスでは、この色の郵便切手が発売されている。詳細は、フランス語版のビストルの記事を参照。

### スパニッシュビストル
スパニッシュビストルは、2005年にRosa GallegoとJuan Carlos Sanzが書き、スペイン語圏で広く用いられている色辞典であるGuia de coloracionesの中でビストルと呼ばれている色である。

## ビストル顔料で描かれた絵

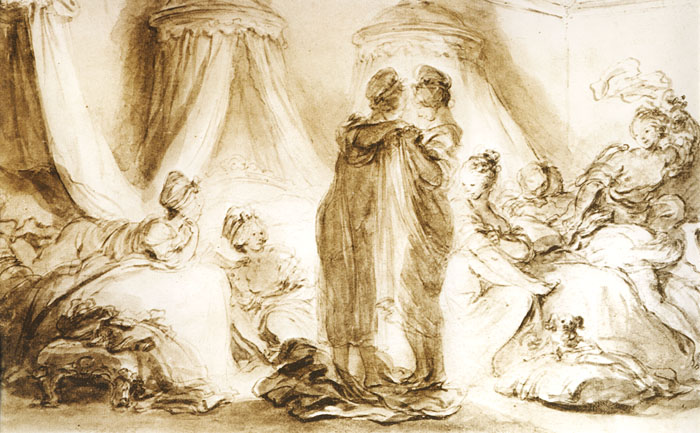
ビストル顔料を用いて描いたジャン・オレノ・フラゴナールの[Sex] workers at rest